# Художній малюнок у Голландії 17 століття

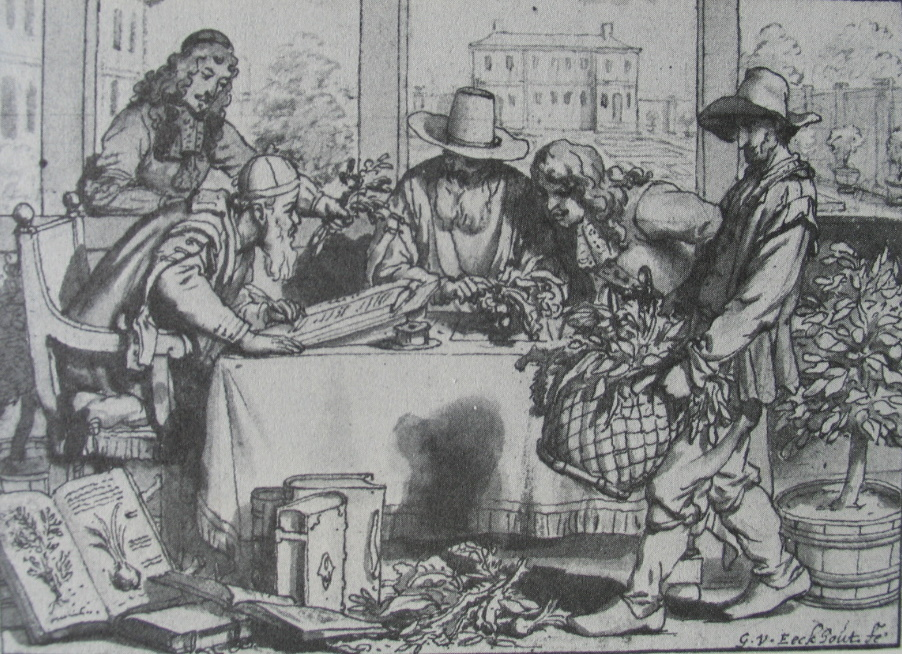
Ґербранд ван ден Екгоут. «Ботанічний гурток за роботою», малюнок. Середина 17 ст.

Художній малюнок у Голландії 17 століття — окрема галузь художньої і колекціонерської практики Голландії 17 століття.

## Історія вивчення

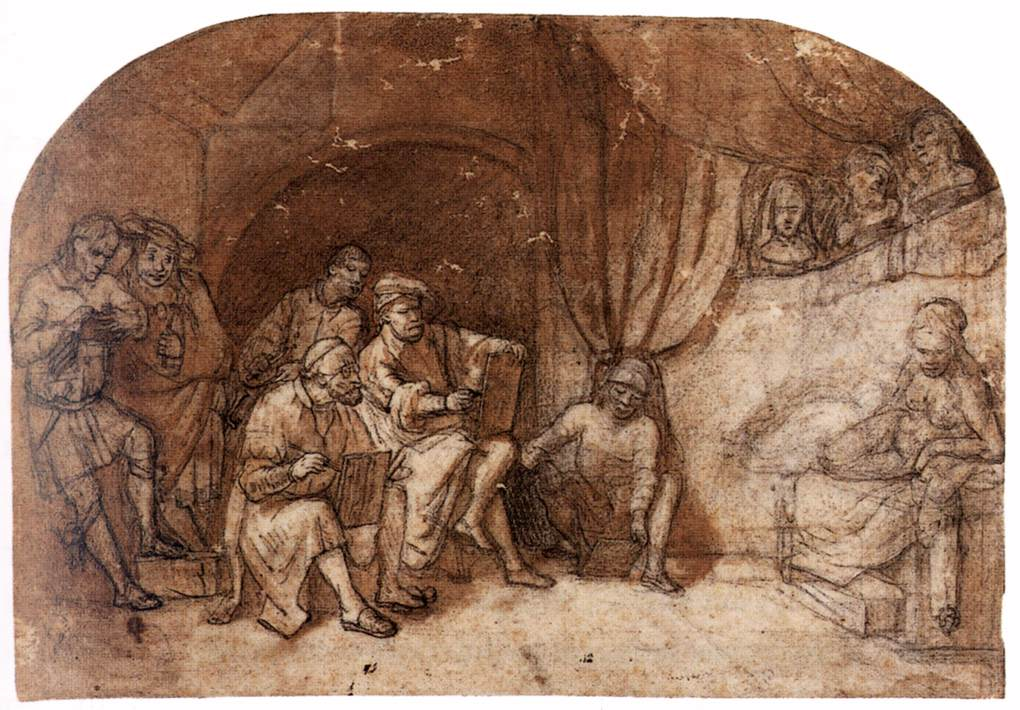
« Учні малюють оголену модель в майстерні Рембрандта», Рембрандт ван Рейн (1606–1669), 1650-ті рр., папір, малюнок, 18,0 х 26,6 см, Дармштадт, Німеччина

Художній малюнок у Голландії як художнє явище склався лише у середині 17 ст.  Вперше значущість малюнка як основи всіх видів мистецтва довели майстри Раннього відродження у Італії. На нову висоту малюнок як такий  підняли віртуози-маньєристи. Спадкоємцями цих тенденцій у мистецтві і стануть митці Голландії — не тільки художники, а і ювеліри, майстри друкованої графіки, декоратори тощо.
Первісно художній малюнок не виходив за межі професійних інтересів митців, де поряд із шедеврами і значущими зразками накопичувались копії самого голови майстерні, версії з додатками, допоміжна продукція самої майстерні, несміливі учнівські студії.
Доля використання малюнків як таких була досить різною навіть у Голландії зламу 16-17 ст. та першої половини 17 ст.  Так, відома значна кількість малюнків Рембрандта і майстрів та учнів його великої майстерні. Тоді як є декілька майстрів тої ж Голландії (фламандців-емігрантів чи їхніх нащадків і самих голландців), у творчому доробку котрих малюнок не посідав скільки-небудь помітного місця. Серед них уславлені Франс Галс, Ян Вермер з Делфта та декотрі інші. Вони при цьому добре володіли самою технікою малювання, але на самому полотні (а не на папері), а начерки на полотні швидко переводили в ескіз майбутнього твору, котрий доводили до художнього завершення з часом. Цим засобом працював і уславлений італієць Караваджо,  достовірних авторських малюнків котрого не знайдено взагалі.

## Малюнок як товар

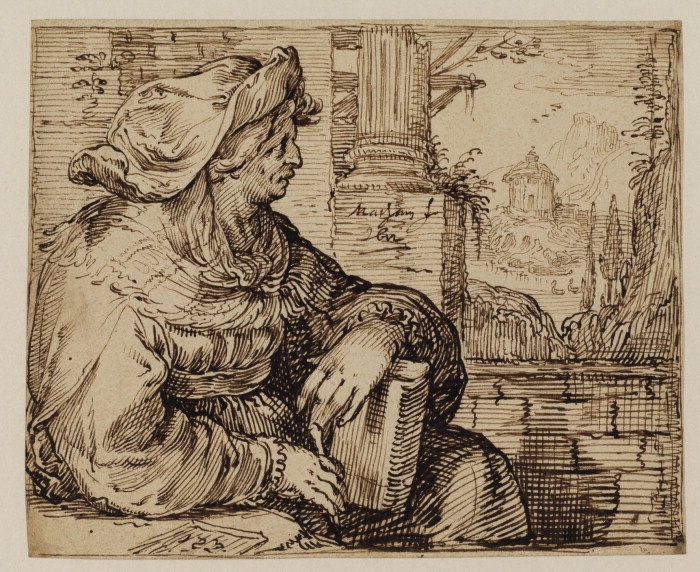
Якоб Матам. «Сивіла серед руїн», малюнок, 1612 р. Художній інститут Курто, Лондон.

На малюнки митців 17 ст. першими звернули увагу самі художники (керівники великих майстерень як на альбоми зразків для учнів) та організатори голландських аукціонів. Голландський малюнок 17 ст. довгий час перебував у тіні голландського живопису чи готових ювелірних виробів, ефектних, коштовних, що десятиліттями були окрасою багатих помешкань і палаців, коштовними речами колекцій, уособленням престижу володарів, коштовним майном для нащадків.  Однак у 17 ст. пройшов і процес відчуження художнього малюнка від художника як його творця. Малюнок разом із друкованою графікою став об'єктом численних продажів і перепродажів і об'єктом колекціонування, експонатом перших кабінетів курйозів, приватних бібліотек тощо. Сформувалось коло і перших поціновувачів  саме малюнків, пристрасних і завзятих (граф Кобенцль, Константен Сеннепарт з Амстердама, сам Рембрандт, в колекції котрого були малюнки навіть з далекої Індії, Плос ван Амстел та інші). На потребу цих поціновувачів почали працювати як самі художники, так і художній ринок. Почали створювати товарні малюнки, розраховані на цих поціновувачів і не пов'язаних ні з композиційними пошуками, ні з подальшим використанням для нових картин. Почався процес навіть доповнень і переробки старих малюнків з метою покращення їхньої товарної вартості і підвищення їхньої ціни при перепродажах. Відомі випадки, коли старі малюнки (або офортні дошки) покращував і сам Рембрандт. Але гіпноз імені геніального художника примушує невибагливих дослідників виправдовувати Рембрандта, що нібито робив конгеніальні додатки до старих малюнків...

## Альбом друзів (Liber Amicorum)
Практично почесне місце в кабінетах курйозів посіли «Альбоми друзів». Вперше вони з'явились у середовищі нідерландських гуманістів 16 ст. з їхнім культом інтелектуальних вправ, культом приватного життя і листування, неупинно зростаючим авторитетом місцевих художників і письменників. «Альбоми друзів» — не що інше як маленькі колекції вартісних для приватної особи листів від друзів, автографів шяхетних чи відомих осіб, часто малюнків різних художників і малюнків самого володаря. Бо малювання почало входити до комплексу тодішньої освіти. Все це збиралось під одною палітуркою, вклеювались нові надходження, залюбки переглядалось в часи дозвілля і показувалось шановним візітерам.
«Альбоми друзів» помітно відрізнялись від «Альбомів зразків», котрі збирали фахові художники для вивчення чужих знахідок у мистецтві, чужих композицій чи панівних на той час художніх схем. Ще більше відмінностей від «Альбомів друзів» мали рукописні пісенники-співаники. Останні призначались суто для колекціонування текстів пісень.
«Альбоми друзів» отримали поширення у Голландії 17 ст. Окрім епістолярії в них потрапляють як подарунки малюнків від живих художників, так і придбані на аукціонах твори минулого, малюнки, що роблять вже на самих аркушах альбому. Сюди вклеювали також нові офорти, до цієї графічної техніки голландці ставились особливо поважно.  Відомо про  «Альбоми друзів», що вели Якоб Хейблок, ректор одної гімназії у Амстердамі чи  Карел Мартенс, юрист з міста Утрехт. У «Альбомі друзів» Якоба Хейблока знайдені записи науковців, літераторів чи навіть державних діячів тої доби. Поміж цих автографів володар розмістив малюнки амстердамських художників (недорогі тоді у порівнянні з живописом ), серед котрих були Ян ван дер Капелле, Рембрандт, Арт ван дер Нер, Говерт Флінк. Низка «Альбомів друзів» та « Альбомів зразків » акумулювала значну кількість документів доби (як художніх, так і історичних), ще могли не зберігтися взагалі. Завдяки цим альбомам збережені малюнки низки другорядних художників Голландії, картин котрих або не збережено, або приписано іншим майстрам. Графічні копії і замальовки картин (з позначками авторів), котрі зроблені аматорами, стали важливим доказом існування декотрих творів, вказівками авторства, їхнього побутування і додатковим матеріалом для сучасних атрибуцій.

## Колекціонерські позначки і печатки
Наприкінці 17 ст. і на початку 18-го почала розповсюджуватись мода на печатки володарів, проставляння володарських позначок на кожний малюнок у колекції. Вони доповнювали написи автографів і назви творів, нотаріальні свідоцтва про авторство і інвентарні номери. Малюнки це не дуже прикрашало, особливо коли пиха і честолюбство володаря були занадтими, як і розмір печатки володаря. Від завеликої кількості володарських позначок на аркуші малюнок страждав, але з десятиліттями почали вигравати (не самі малюнки), а історики і мистецтвознавці. Якщо історія побутування малюнка втрачалась або не була відома, пунктир тої історії можна було відновити по позначкам-печаткам володарів.
У 18 ст. прийшло усвідомлення художньої вартості самого малюнка як засобу демонстрації індивідуальності митця, а не тільки його прагматичного використання. Малюнки голландських митців почали збирати не тільки пересічні особи середнього достатку, а багатії з великими грошима і дозвіллям. Малюнки художників-голландців переводять у престижну галузь, їх починають вивозити за кордони Північних Провінцій (зірки П'єра Кроза і Маріетта у Парижі, збірка Тессіна у Швеції, цар Петро І вивіз із Голландії 1716 року у Петербург першу картину Рембрандта, а Андрій Вініус — збірку 24-х малюнків Яна Лівенса і друковану графіку різних майстрів Голландії ).

## У 19 ст.
Вже до початку 19 ст. більшість малюнків митців Голландії 17 ст. осіла або у королівських, або у магнатських збірках. На аукціонах розпродають невеликі приватні збірки або поодинокі зразки. У 19 ст. розпочався процес перетворення королівських збірок у національні музеї, що сприяло рятуванню вразливих малюнків і не тільки художників Голландії.
Продовжується і приватне колекціонування. Відомо про збірки банкіра Вільяма Есделя та художника Томаса Лоуренса у Лондоні, у Роттердамі малюнки голландців збирали Франс Бойманс та Вільям Ноулес.
Великі державні музеї облаштовують власні Кабінети малюнків ( або Графічні кабінети ). Вони почали діяти у Парижі, Дрездені, Лейпцигу, Лондоні. Наприкінці 19 ст. на художній ринок Західної Європи прийшли багатії і мільйонери Сполучених Штатів, великі збірки голландських малюнків придбали Ян Вуднер, Пірмонт Морган тощо. На початок 21 ст. найкраща колекція малюнків голландських майстрів у США належить Джорджу та Майді Ебраме у місті Бостон. На землях України малюнки голландських художників збирав Алфьоров А.Н, колекція котрого залишилась у місті Харків, але вона практично недоступна.

## Початок наукового вивчення у 20 ст.
20 ст., з його суспільними катастрофами, революціями і війнами, з убивством мільйонів невинних людей і хвилями вимушених еміграцій,  відзначилось також надзвичайним розвитком наук і промисловими революціями. На новий щабель науковці підняли і мистецтвознавство.
Були оприлюднені досить повні каталоги великих національних музеїв з ілюстраціями малюнків голландських майстрів, їх надрукували Британський музей, (Лондон), Лувр (Париж), Гравюрний кабінет (Берлін), Альбертіна (Відень). Процес оприлюднення і введення у науку нового матеріалу започаткували ще видання 19 ст. — Corpus Photographim, репродукції малюнків старих майстрів, журнал «Oud Holland» (Старовинна Голландія, перше число з 1883 р.), капітальний опис колекцій малюнків голландців (відомих на його час), створений Арнольдом Бредіусом тощо.
Малюнки 17 ст. почали оприлюднювати і у монографіях по окремим художникам Голландії 17 ст., і у тематичних та популярних виданнях. Але каталоги - це описи і інвентарі збірок, вони ще не узагальнення, не історія, не систематика і не висновки. До справи оприлюднення каталогів малюнків підтяглися і два великі державні музеї колишнього СРСР. Так, Ермітаж започаткував серію «Каталоги збірок Ермітажу» навіть тоді, коли історії фламандського і голландського малюнка ще не було створено в науці . Народилась мистецтвознавча наука голландистика.
Почали вирішуватись як питання атрибуції, так і розшуку нових зразків у приватних і музейних збірках у провінції, їх описи, оприлюднення і фотофіксації.
Найбільш вартісним було повернення у історію мистецтва низки призабутих малюнків Габріеля Метсю, Хармена та Мозеса Терборхів, Яна Філіпса ван Бакхорста,  а також імен митців Голландії, мало відомих чи відомих лише за архівними розшуками, серед котрих Пітер ван Стенвейк, Барент Грат, Ян ван Нордт, Симон Грасвінкел ...

## Музейні збірки
- Державний музей (Амстердам)
- Музей Бойманс ван Бенінгена (Роттердам)
- Лувр, Париж
- Музей мистецтва Метрополітен (Нью-Йорк)
- Британський музей, (Лондон)
- Графічний кабінет (Берлін)
- Державний Ермітаж, (Санкт-Петербург)

## Галерея

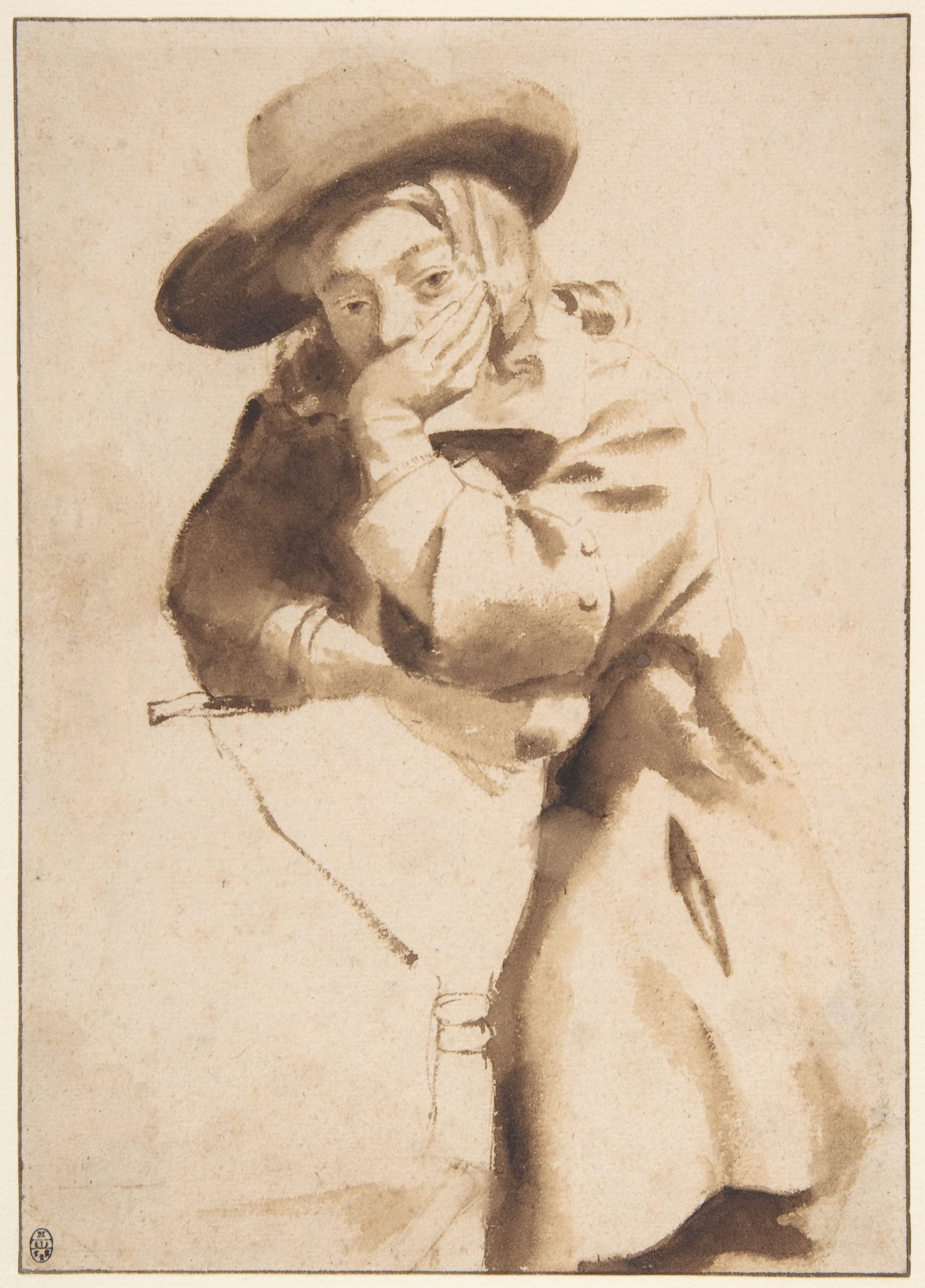
"Молодик в капелюху ", Гербранд ван ден Екхоут, малюнок, папір 1655 рік. Музей мистецтва Метрополітен, Нью-Йорк

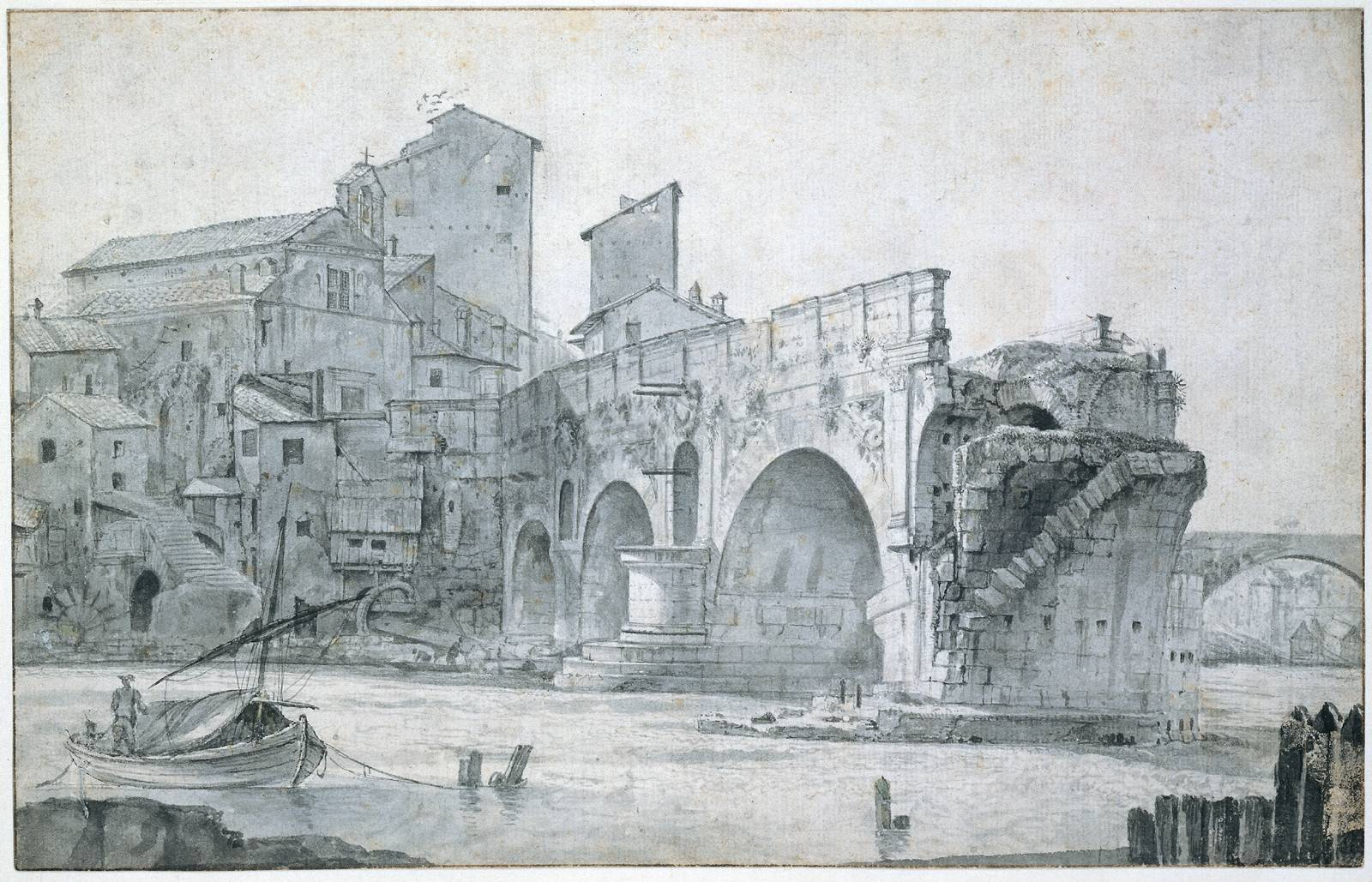
Ян Асселейн. «Понте Ротто», бл. 1645 р.
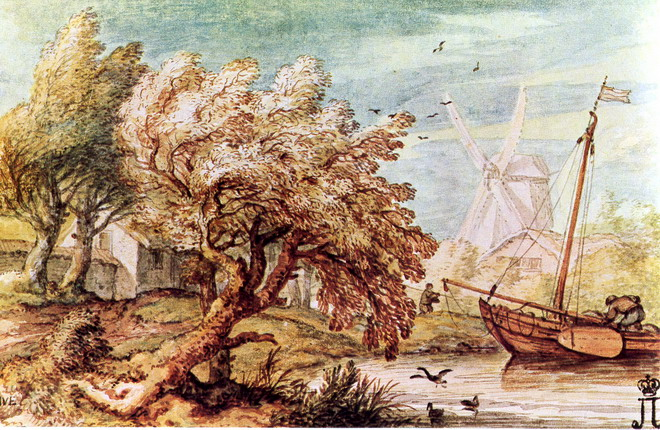
Алларт ван Евердинген, «Пейзаж з вітряком і човном»
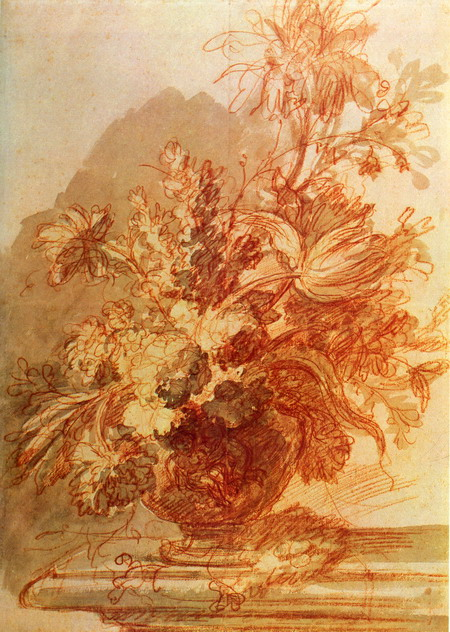
Ян ван Гейсум, «Натюрморт з квітами в вазі»
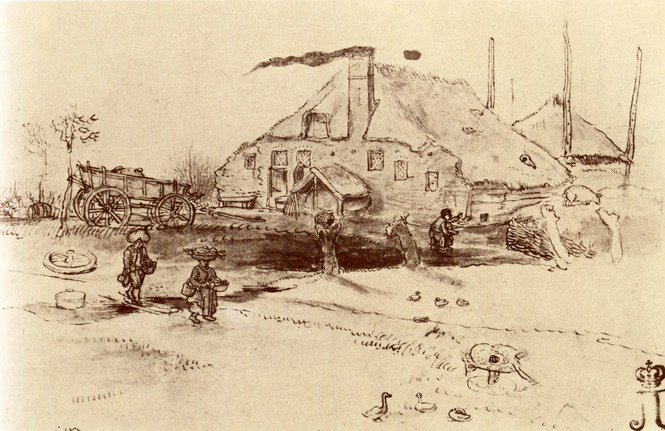
Гендрик Аверкамп, «Пейзаж з садибою фермера»
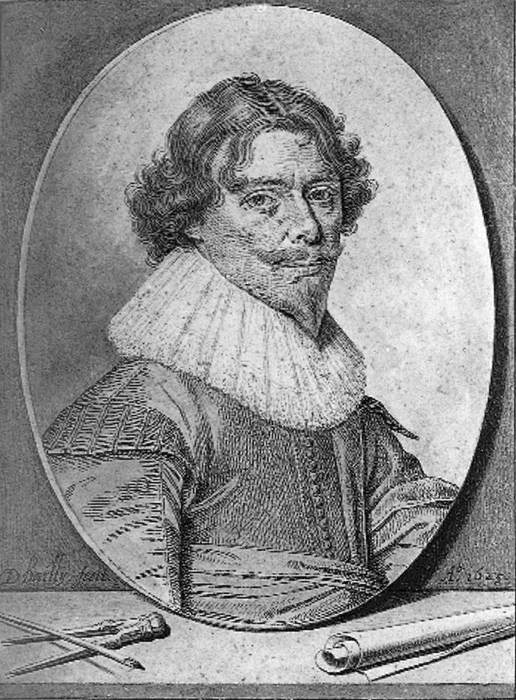
Девід Бейлі. «Автопортрет», малюнок з імітацією техніки гравюри, 1615 р.
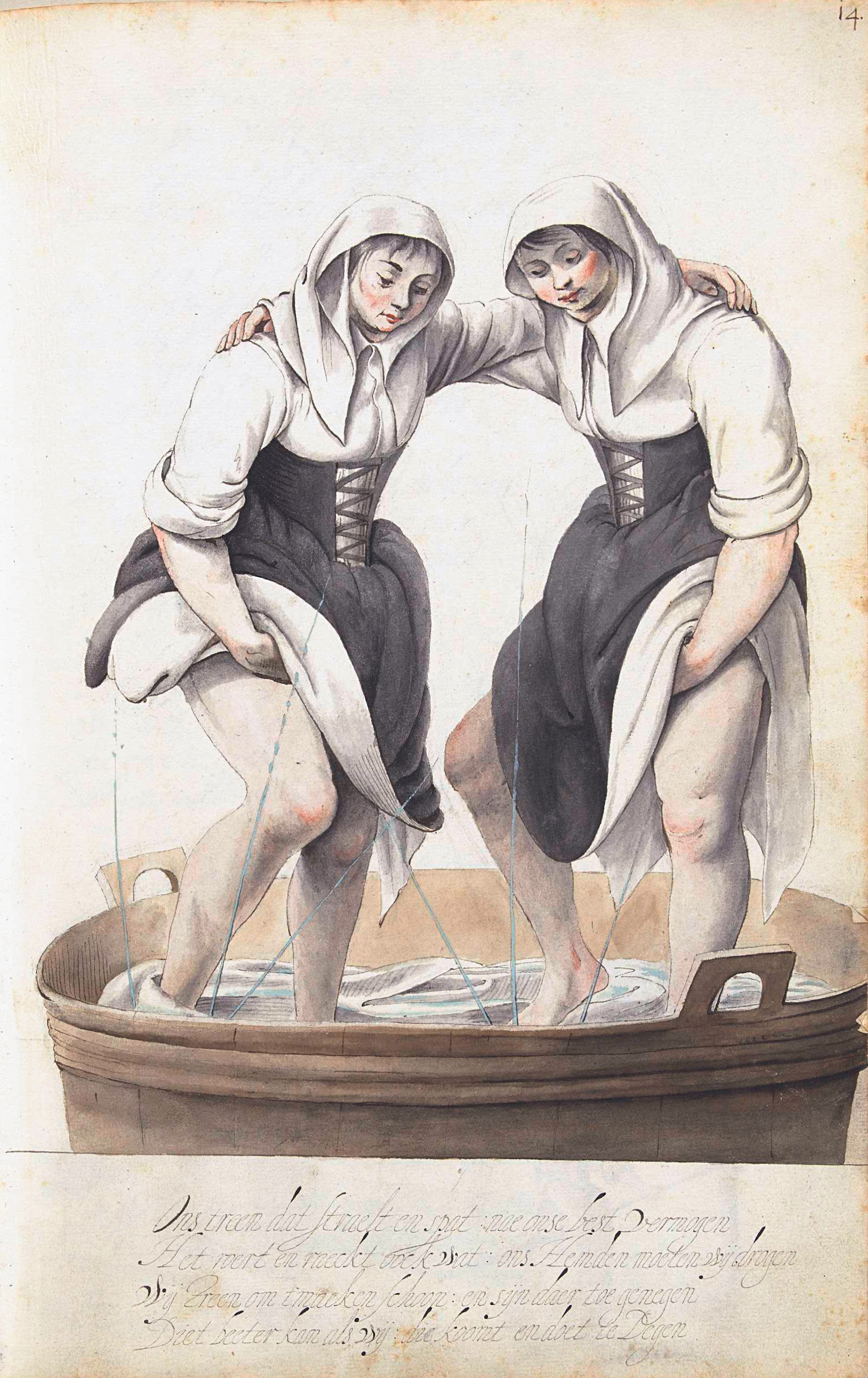
Гезіна Терборх. «Дві голландські пралі товчуть білизну», бл. 1653 р.
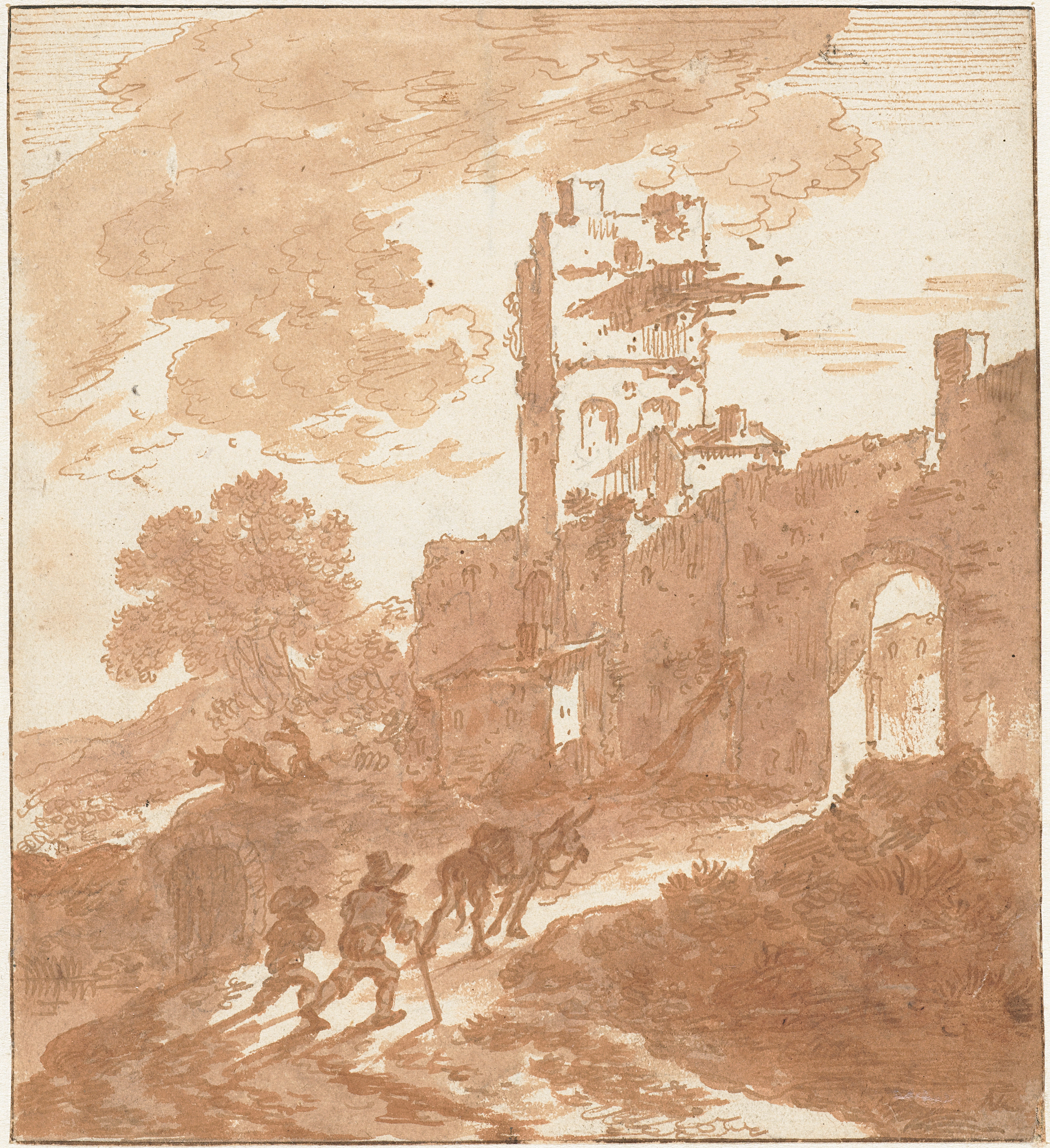
Адріан ван дер Кабел. «Італійський краєвид з подорожніми та брамою міста», друга половина  17 ст.
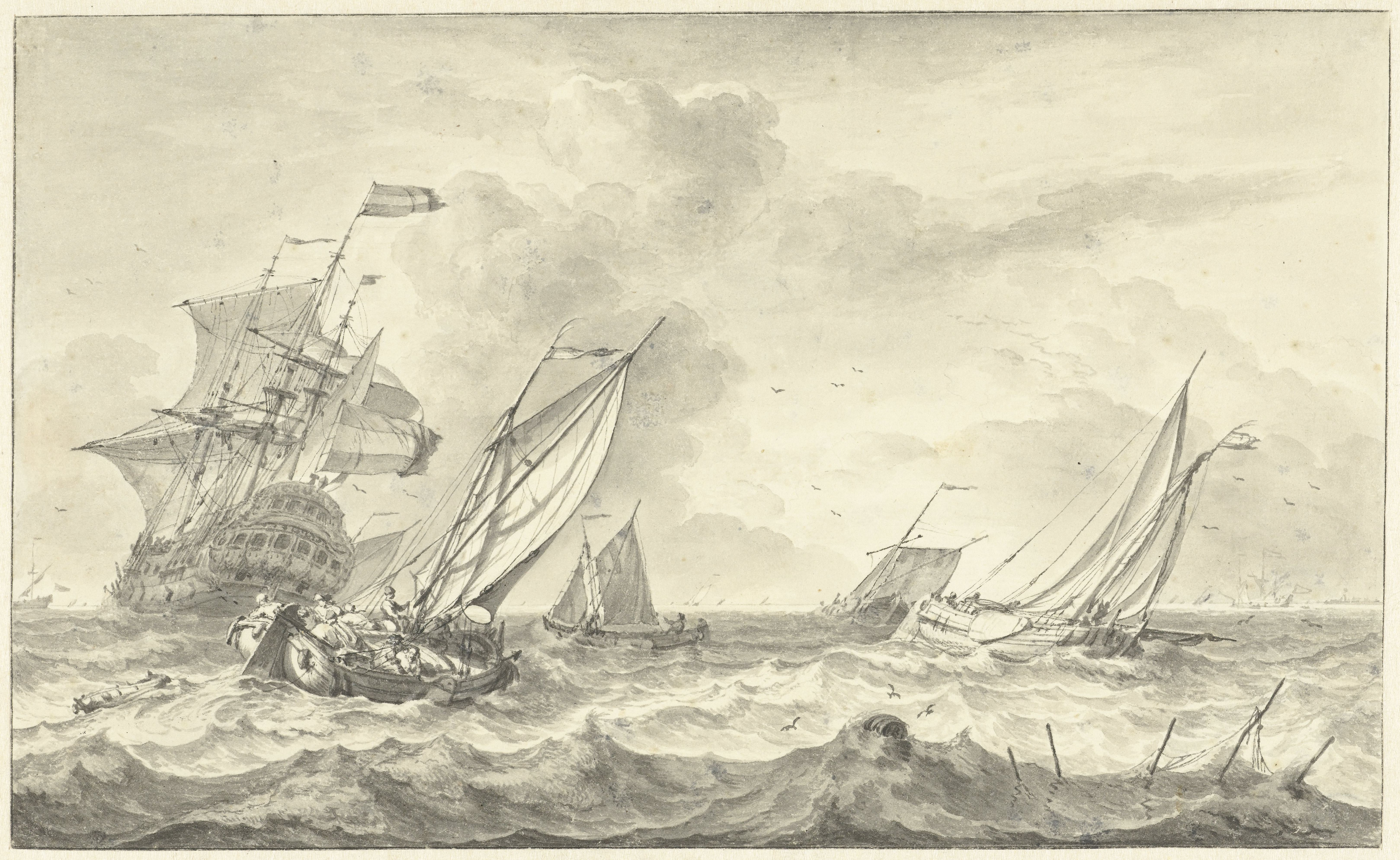
Хендрік Рейтскоф. «Човни у морі»

## Пейзажні малюнки Рембрандта

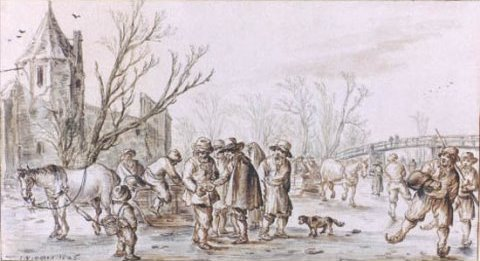
Ян ван Гойєн. «Зимова сценка з козанярами на льоду канала», 1626 р., Сан Пауло, Бразилія
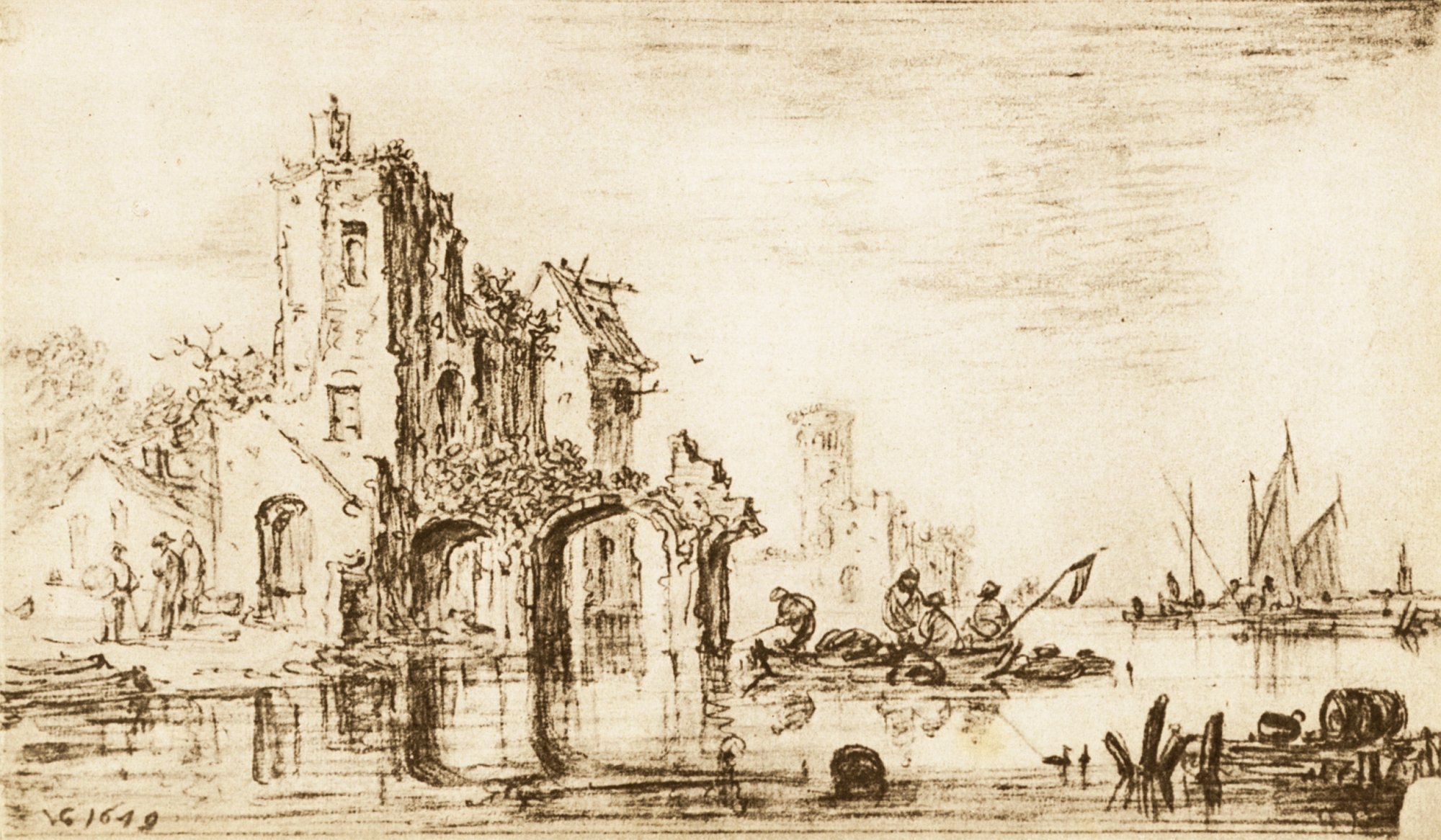
Ян ван Гойєн. «Краєвид з руїною біля води», 1549 р., Державний музей, Берлін
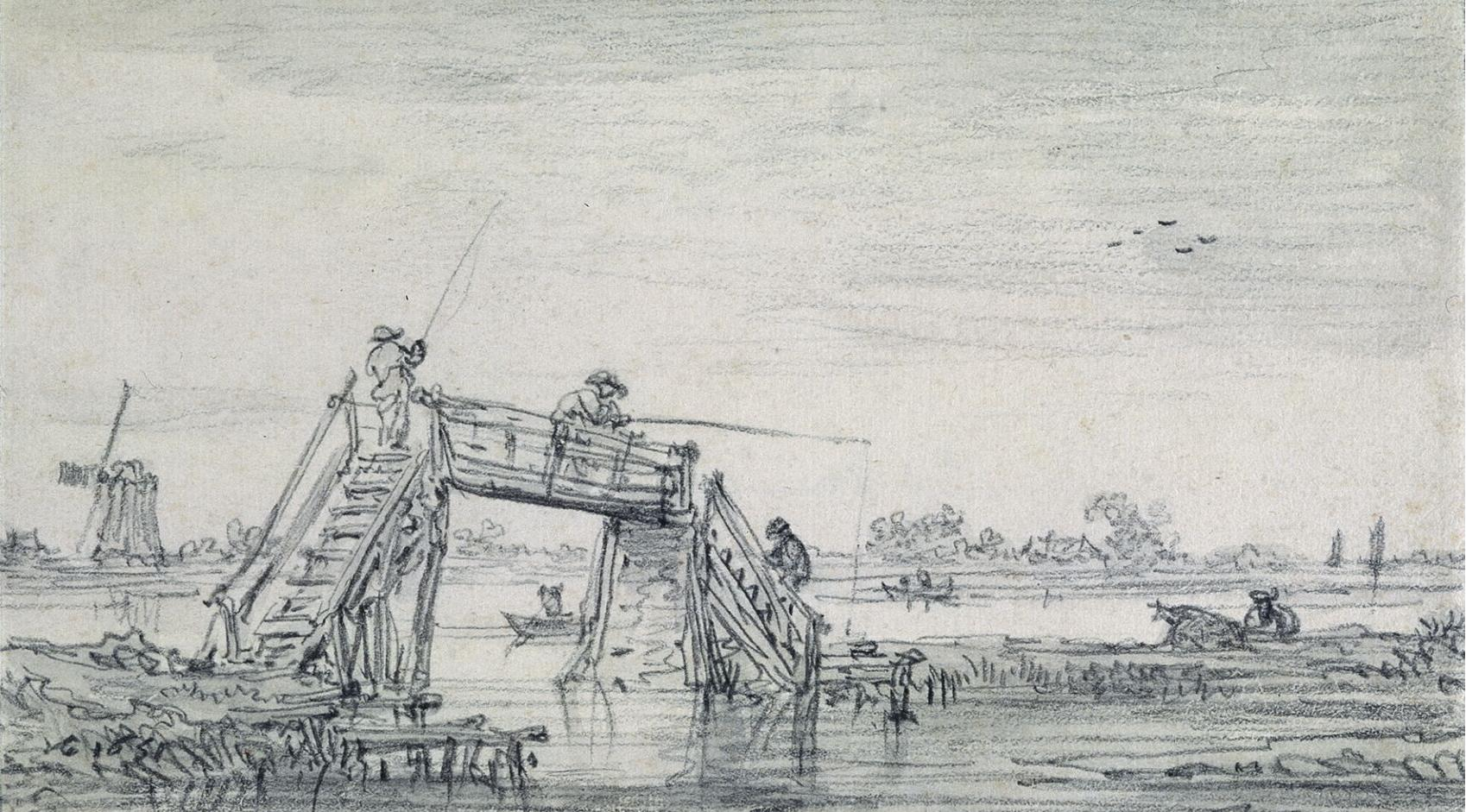
Ян ван Гойєн. «Краєвид з вітряком і рибалками на сільському містку», 1651 р., музей Гронінгена
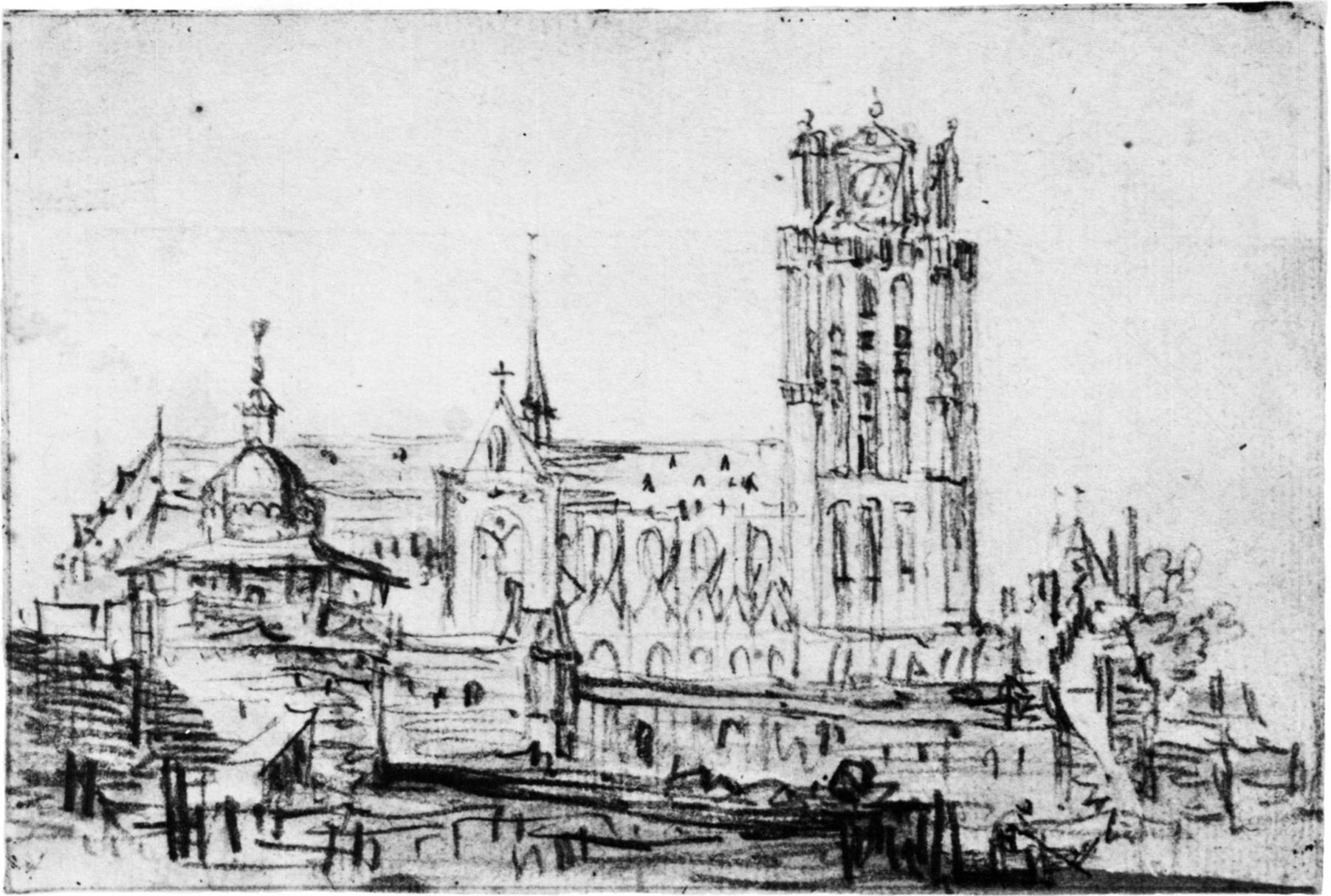
Ян ван Гойєн. «Велика церква, Дордрехт». Перша половина 17 ст. Музей Бойманс ван Бенінген, Роттердам.

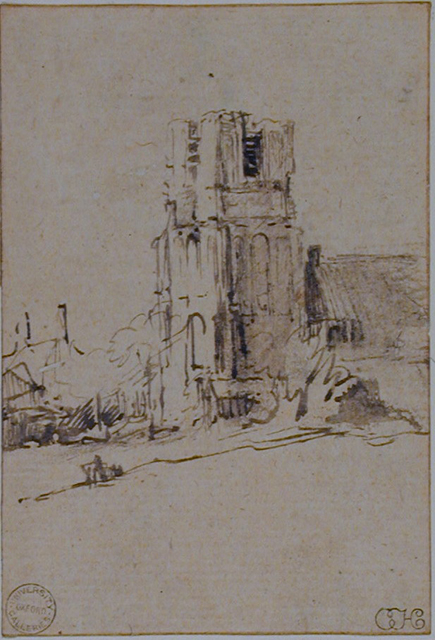
Рембрандт.« Вежа церкви у Ватерланді», бл. 1650 р., малюнок із сигнатурами володарів, Ашмолеан музей.

Пейзажний живопис мав власне місце в ранньому мистецтві Нідерландів ще у 14 ст., він містився у мініатюрах богослужебних рукописів і у збірках молитов. Вони мали прикрасити рукописи зображеннями чотирьох сезонів та дванадцяти місяців (з відповідними сезонними справами мешканців). У 15 ст. пейзаж — характена риса станкового нідерландського живопису. У творах Йоахима Патініра та Пітера Брейгеля старшого пейзаж  вже відіграє не стільки роль тла на картинах, а посідає важливе місце одного з головних « персонажів » картини і головного камертона настрою.
На зламі 16-17 ст. Північні Провінції остаточно відокремлюються  і від Іспанської імперії, і від Габсбурзьких (Південних) Нідерландів. Пройшло і розмежування у мистецтві, бо у Габсбурзьких (Південних) Нідерландах запанувало аристократичне і релігійне мистецтво барокового спрямування, тоді як у Голландії доля релігійного мистецтва стрімко скоротилася, а запанувала суміш стилістик ( пізній маньєризм, стримане бароко, утрехтські караваджисти, могутня течія національного реалізму 17 ст., небачного тоді ніде у жодній з національних шкіл).
Пейзажний живопис і художній малюнок у Голландії 17 ст. теж набуває місцевих рис і помітно відрізняється і від барокового малюнка Італії, і від малюнків Рубенса та майстрів його майстерні, орієнтованих на динамічні зразки барокового малюнка італійців. Пейзажні малюнки у голландських митців на деякий час навіть починають панувати у художній продукції, при цьому вони нединамічні, не женуться за ефектними рішеннями, спокійні і реалістично-побутові. У дорембрандтовський період особливо виділялись пейзажні твори і малюнки двох майстрів, це Геркулес Сегерс (бл. 1589 — бл. 1638 ) та Ян ван Гойєн (1596—1656). Якщо Сегерс створював запаморочливо пустельні (майже місячні) краєвиди з нагромадженням каміння), то  Ян ван Гойєн залишив низку альбомів з малюнками реалістичними і майже нудними у власній буденності.
- Багато пейзажних малюнків Рембрадт створив у 1630-1640-ві рр.
- Переважна більшість малюнків Рембрандта не мала підписів.
- Своєрідним винятком став малюнок із зображенням індійського слона (малюнок має розмір 24 х 34 см і підпис Рембрандта та дату 1637 р.[5] ).
- Рембрандт вдало використовував узагальнення, досит крупні форми, котрим були підкорені деталі.
- Активною і рівновеликою частиною маюнків були як штрихи, так і незаймані ділянки білого паперу. В залежності від сюжета ділянки білого паперу сприймалия уявою глядача то водою, то безхмарним небом, то стежкою між схилів чи шляхом, що веде у глиб перспективи. Є малюнки, де дві третини аркуша - чисті і не заповнені начекрами (« Канал з двома човнами», бл. 1640 р., Кабінет гравюр, Берлін[6] ).

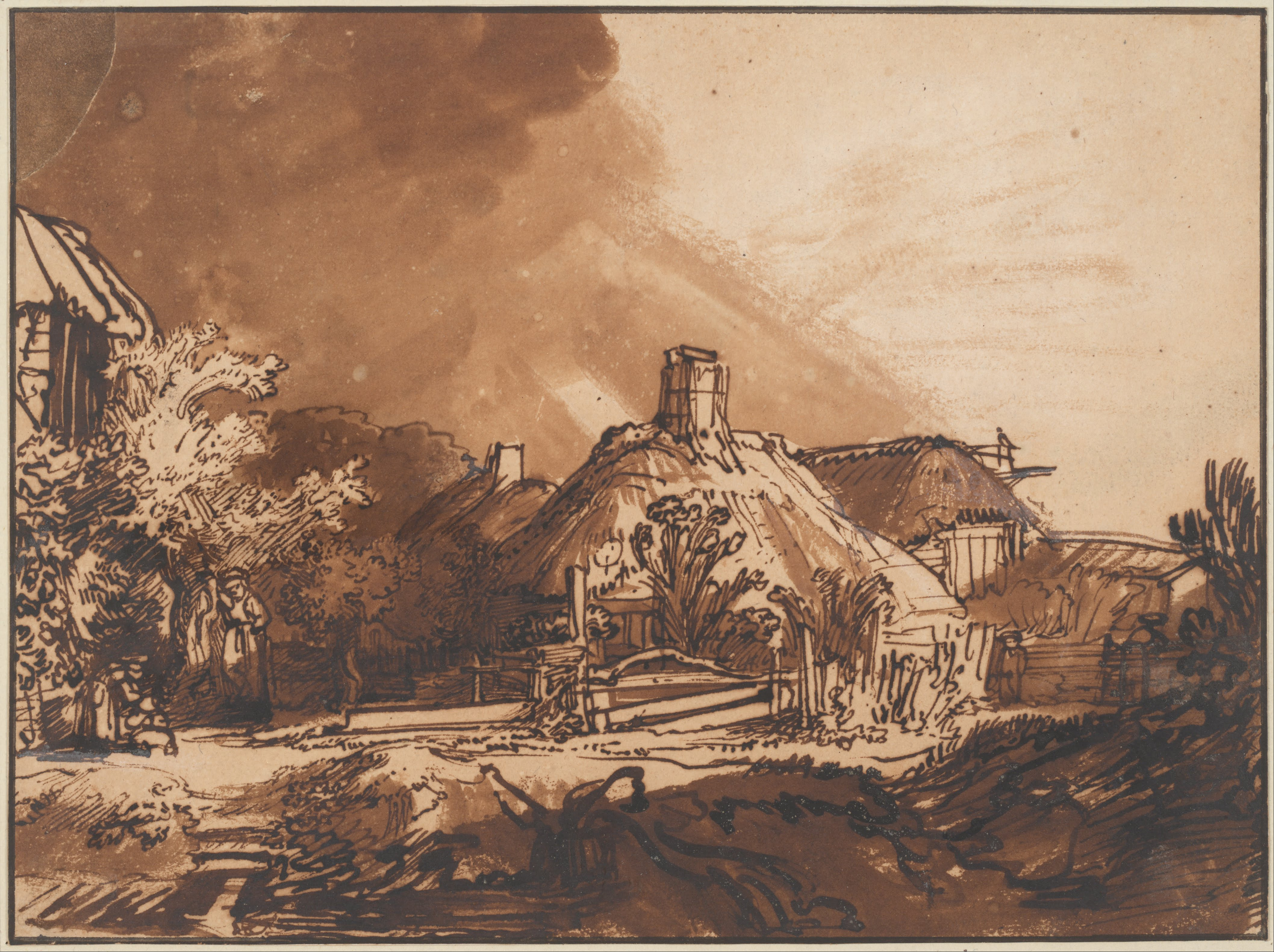
Рембрандт.« Заміська садиба під хмарним небом», 1635 р. Альбертіна, Відень
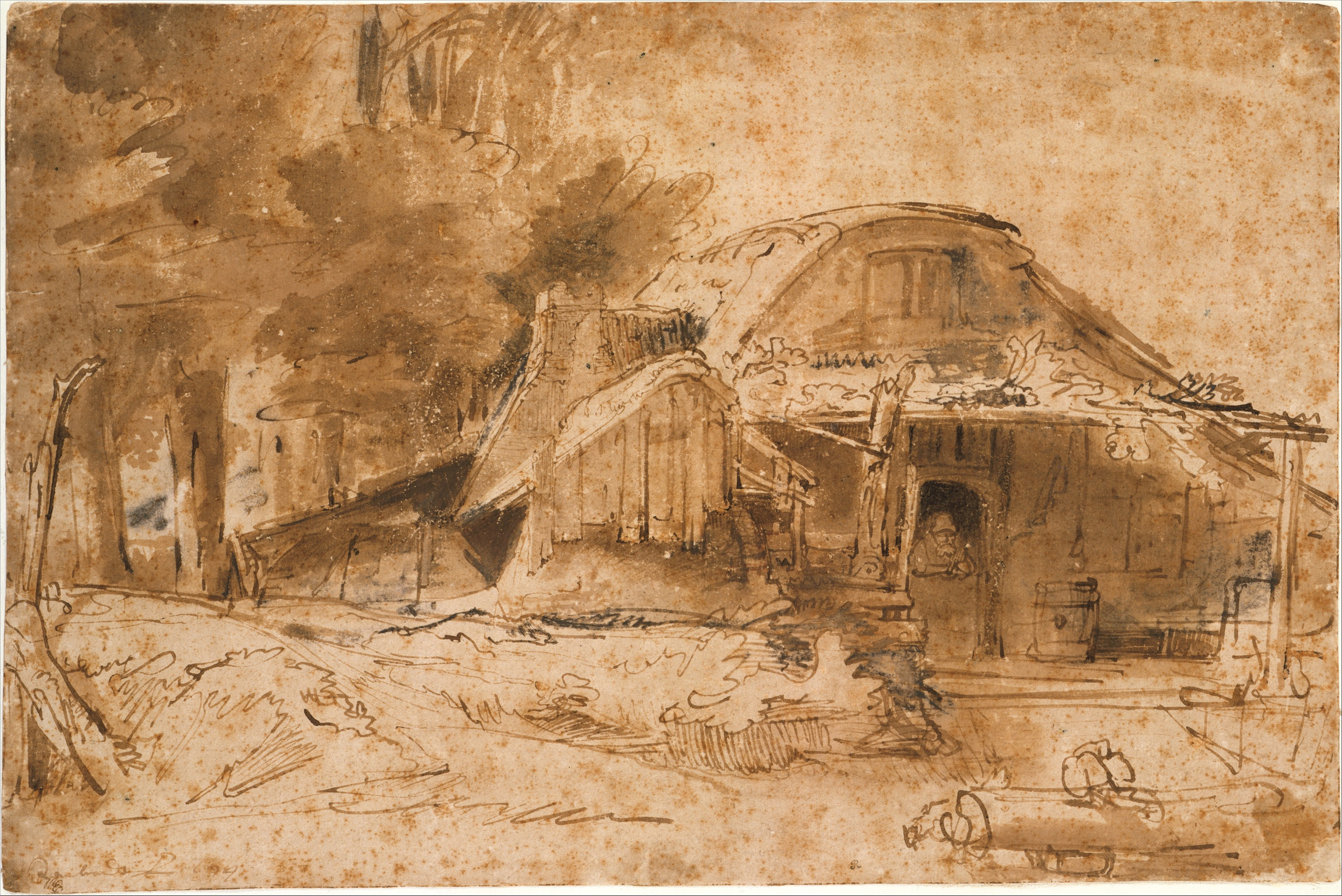
Рембрандт.« Заміська садибка неполалік лісу», 1644 р., Музей мистецтва Метрополітен, Нью-Йорк
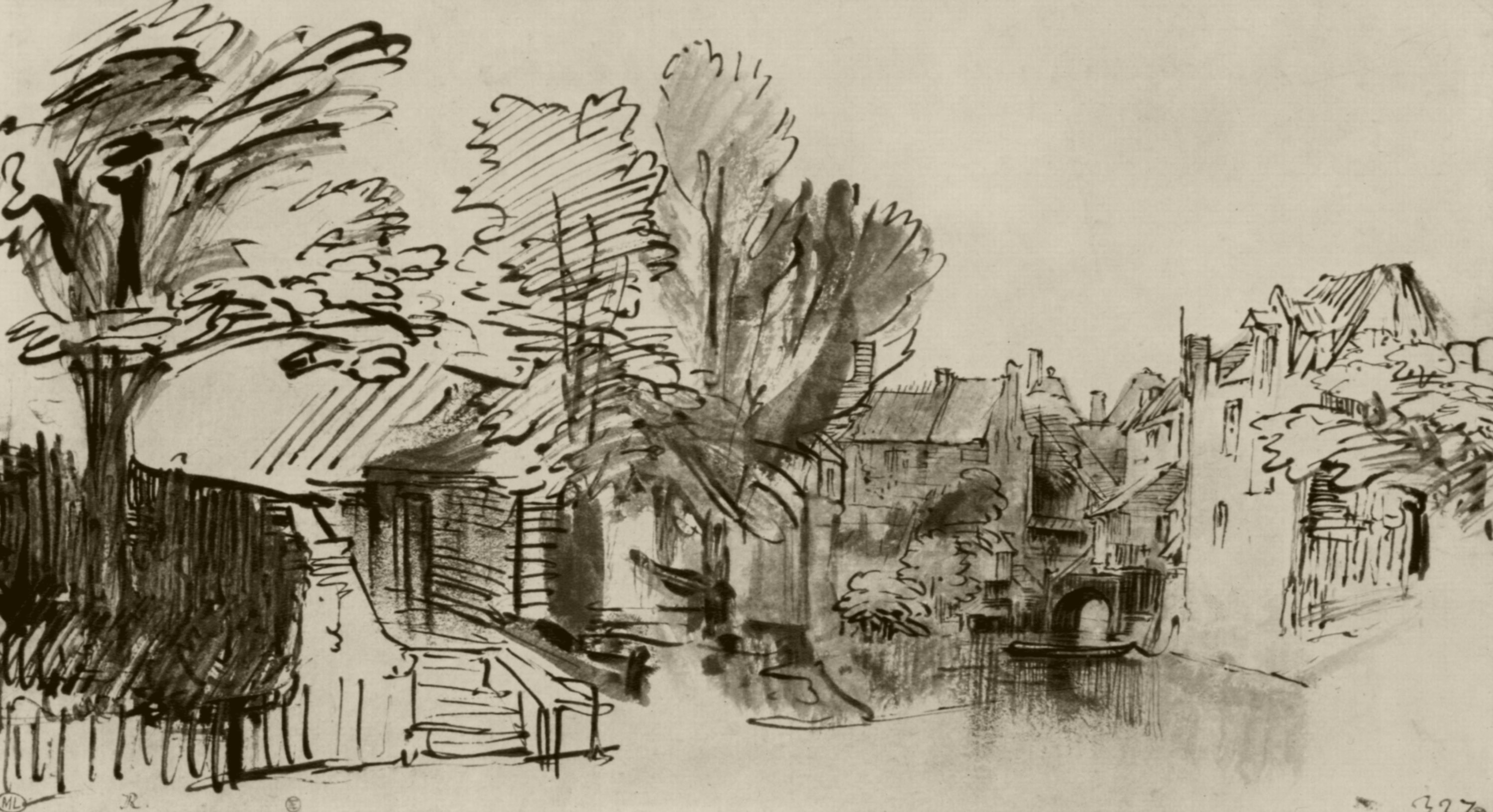
Рембрандт. «Канал у місті Амерсфорт», до 1648 р., Лувр, Париж
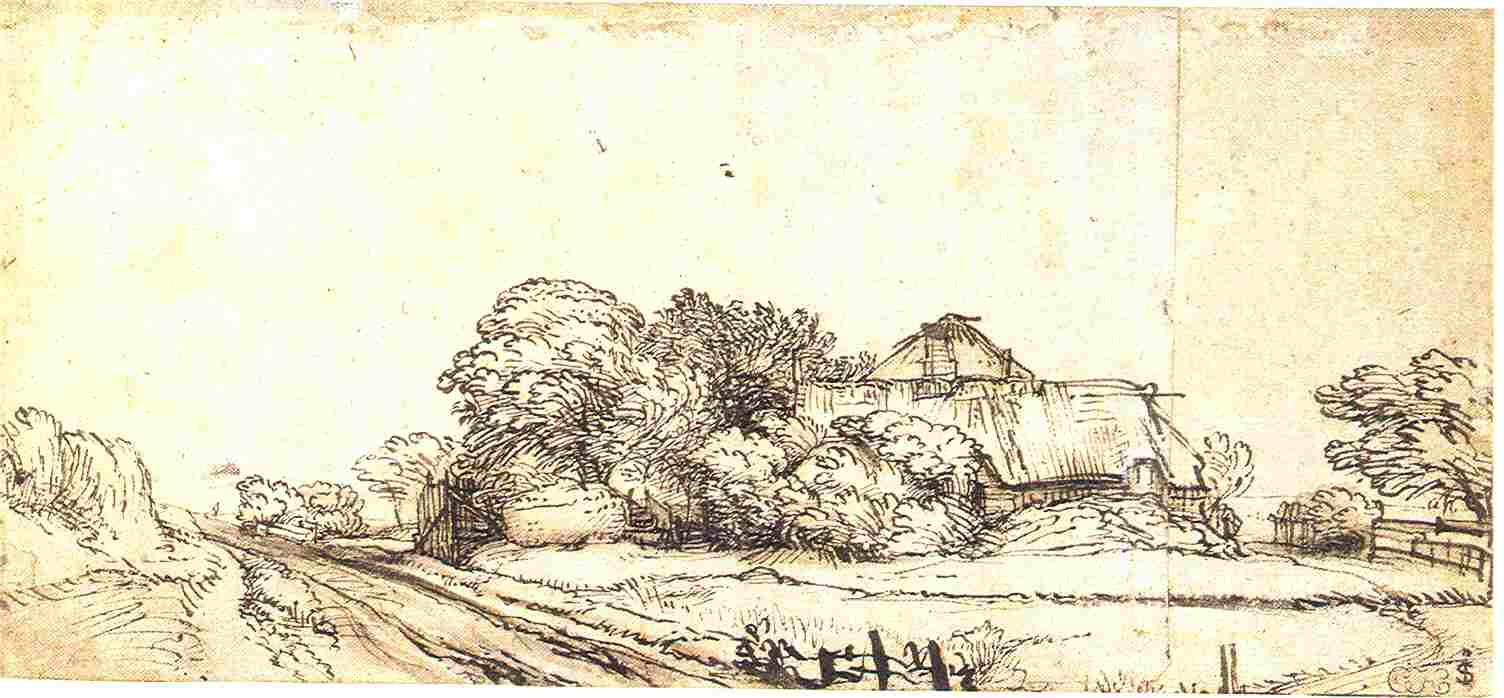
Рембрандт.« Будиночок у Демердійку, вигляд зі сходу», 1650 р.

## Джерела

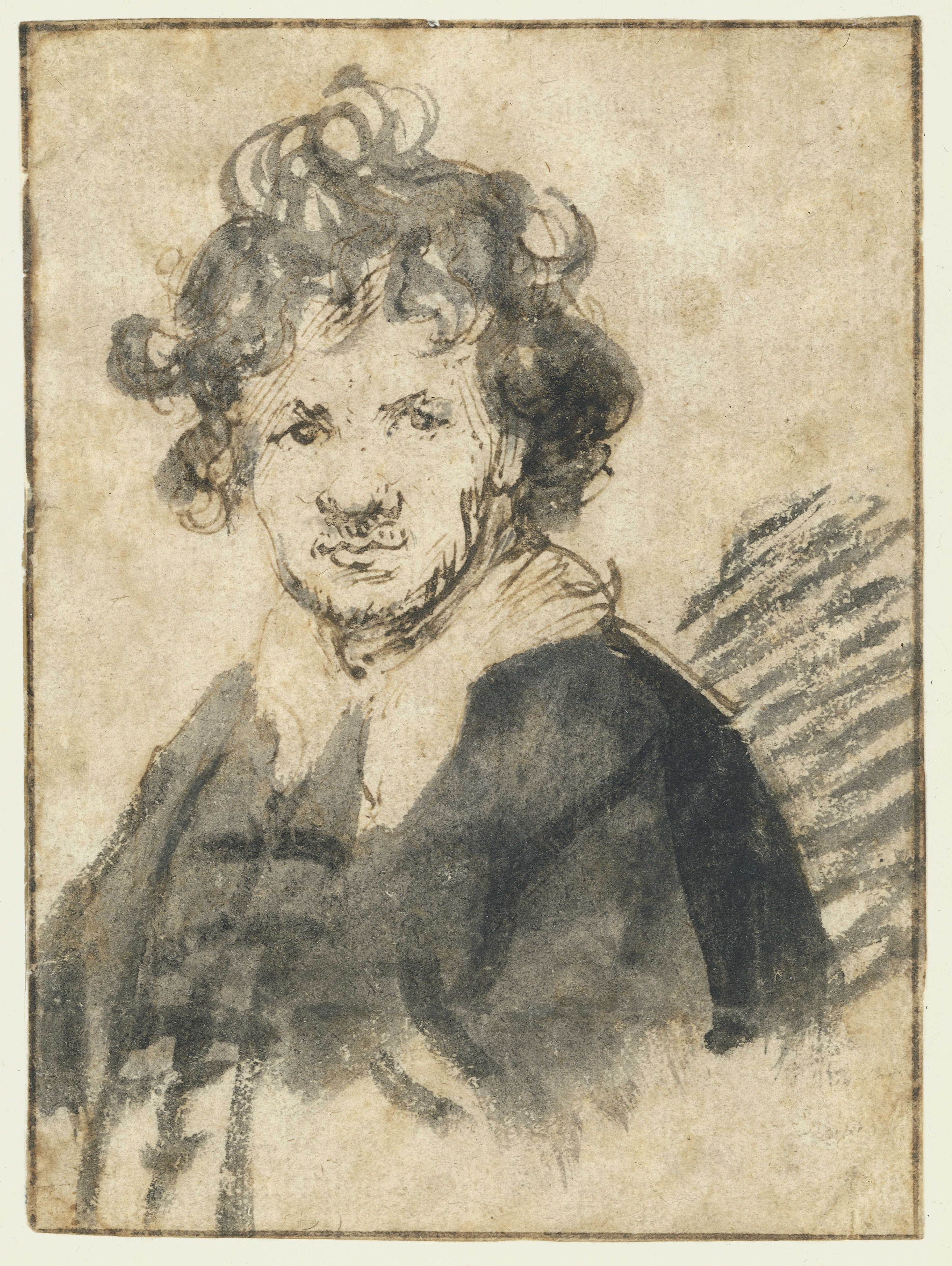
Ранній автопортрет Рембрандта у віці до 23 років. Державний музей (Амстердам), бл. 1629 р.